# Munro (Familienname)
Munro ist ein englischer Familienname.

## Namensträger
- Adam Munro (* 1982), kanadischer Eishockeyspieler
- Alan Munro (Diplomat) (* 1935), britischer Botschafter in Algerien und Saudi-Arabien
- Alan Munro (Spezialeffektkünstler), Träger eines British Academy Film Award 1989 sowie je eines Saturn Award 1990 und 1993
- Alex Munro (Schauspieler) (1911–1986), schottischer Schauspieler und Komiker
- Alex Munro (Fußballspieler, 1912) (1912–1986), schottischer Fußballspieler
- Alex Munro (Fußballspieler, 1944) (1944–2009), schottischer Fußballspieler
- Alexander Munro (1870–1934), britischer Tauzieher
- Alice Munro (1931–2024), kanadische Schriftstellerin und Nobelpreisträgerin
- Anna Munro (1881–1962), schottisch-britische Suffragette und Abstinenzlerin
- Billy Munro (1894–1969), amerikanisch-kanadischer Pianist und Komponist
- Bree Munro (* 1981), australische Freestyle-Skisportlerin
- Bruce Munro (* 1959), britischer Lichtkünstler
- Burt Munro (1899–1978), neuseeländischer Motorradsportler
- Caroline Munro (* 1949), britische Schauspielerin
- Charlie Munro (1917–1985), neuseeländischer Jazzmusiker
- Chris Munro (* 20. Jahrhundert), britischer Tontechniker
- Donnie Munro (* 1953), schottischer Musiker
- Douglas Albert Munro (1919–1942), US-amerikanischer Soldat
- Dunc Munro (1901–1958), kanadischer Eishockeyspieler
- George Munro of Newmore (1602–1693), britischer General und Royalist
- George Munro of Auchinbowie, britischer Offizier und Royalist
- George Munro (Philanthrop) (1825–1896), kanadischer Verleger und Philanthrop
- George Campbell Munro (1866–1963), neuseeländisch-amerikanischer Ornithologe, Entomologe und Botaniker
- Grant Munro (1923–2017), kanadischer Filmemacher und Animator
- Hector Munro (General) (1726–1805), britischer General und Politiker, Oberbefehlshaber in Indien
- Hector William Munro (1769–1821), britischer Offizier und Kolonialbeamter, Gouverneur von Trinidad
- Hector Hugh Munro (1870–1916), britischer Schriftsteller und Satiriker, siehe Saki (Schriftsteller)
- Hugh Munro (1856–1919), britischer Bergsteiger
- Hugh Andrew Johnstone Munro (1819–1885), britischer Klassischer Philologe
- Ian Munro (Informatiker) (* 1947), kanadischer Informatiker
- Ian Munro (Ichthyologe) (1919–1994), australischer Ichthyologe
- Ian Munro (Pianist) (* 1963), australischer Pianist und Komponist
- Irmtraut Munro (* 1944), deutsche Ägyptologin
- Ivor Munro (1888–1980), australischer Radrennfahrer
- James Munro (Robbenfänger) (um 1779–1845), englischer Robbenfänger und Abenteurer
- James Munro (Politiker) (1832–1908), australischer Politiker
- James Munro (Kanute) (* 1996/1997), neuseeländischer Kanute
- Janet Munro (1934–1972), britische Schauspielerin
- John Munro (Schriftsteller) (1849–1930), britischer Ingenieur und Schriftsteller
- John Munro (Fußballspieler) (1914–1992), schottischer Fußballspieler
- John Munro (Politiker) (1931–2003), kanadischer Politiker
- John Arthur Ruskin Munro (1864–1944), britischer Althistoriker und Archäologe
- John Farquhar Munro (1934–2014), schottischer Politiker
- Johnny Munro (John Munro; 1893–1917), schottischer Fußballspieler
- Kirstin Munro, Wirtschaftswissenschaftlerin
- Klaus Munro (1927–2013), deutscher Komponist und Produzent
- Les Munro († 2015), neuseeländisch-britischer Bomberpilot
- Leslie Munro (1901–1974), neuseeländischer Politiker, Diplomat und Journalist
- Lochlyn Munro (* 1966), kanadischer Schauspieler
- Neil Munro (Freestyle-Skier) (* 1967), britischer Freestyle-Skier
- Neil Munro (Schauspieler) (1947–2009), britischer Schauspieler
- Peter Munro (1930–2009), deutscher Ägyptologe
- Robert Munro  (Archäologe) (1835–1920), schottischer Archäologe
- Robert Munro, 1. Baron Alness (1868–1955), britischer Politiker und Richter
- Ronald Munro-Ferguson, 1. Viscount Novar (1860–1934), britischer Politiker und Generalgouverneur von Australien
- Sandy Munro (* 1949), Ingenieur für Lean Design und Teardown insbesondere in Luftfahrt- und Automobilindustrie
- Samantha Munro (* 1990), kanadische Schauspielerin
- Shade Munro (* 1966), schottischer Rugby-Union-Spieler
- Sigrid Munro (* 1926), deutsche Schriftstellerin
- Steve Munro (* 1958), schottischer Rugby-Union-Spieler
- Stuart Munro-Hay (1947–2004), britischer Archäologe, Numismatiker und Äthiopist
- Sydney Gun-Munro (1916–2007), Politiker in St. Vincent und die Grenadinen
- Thalia Munro (* 1982), US-amerikanische Wasserballspielerin
- Thomas Munro, 1. Baronet (1761–1827), schottischer Soldat und britischer Kolonialadministrator in Indien
- Thomas Munro (1897–1974), US-amerikanischer Kunsthistoriker
- Vera Munro, deutsche Galeristin, Gründerin der Galerie Vera Munro
- William Munro (1818–1880), britischer Offizier und Botaniker
- William B. Munro (1875–1957), kanadischer Politikwissenschaftler und Historiker